# BOV M11
Le BOV M11 fait partie de la famille BOV de véhicules blindés légers. Le M11 est un véhicule 4x4 à traction intégrale spécialisé dans la reconnaissance. Il s'agit d'un véhicule blindé fabriqué dans l'usine Yugoimport SDPR de Velika Plana, en Serbie.

## Description

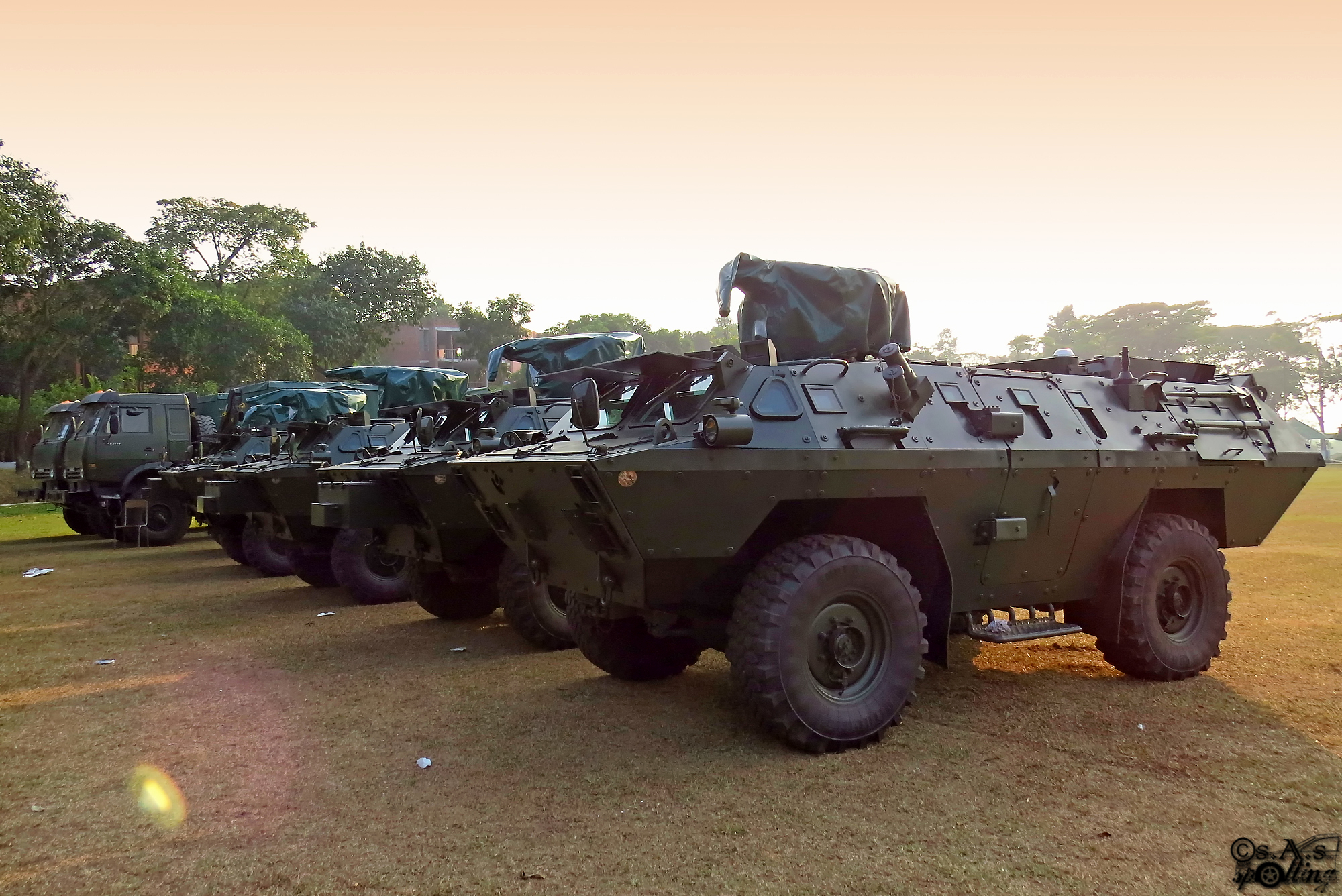
BOV M11 de l'armée bangladaise

Le BOV M11 a un rôle principal en tant que véhicule de reconnaissance et véhicule de commandement-reconnaissance. S'il est utilisé par des unités d'artillerie, il peut agir en tant que poste d'observation à distance qui observe l'ennemi et guide le tir. Il a un équipage de 3 personnes, dont le chauffeur, le commandant et le mitrailleur. Il y a de la place pour quatre passagers qui pourraient inclure des éclaireurs, le commandant du peloton ou le commandement d'artillerie. Le véhicule dispose d'une transmission intégrale et est propulsé par un moteur diesel développant 190 ch. Il dispose de nombreux systèmes de reconnaissance spéciaux et de systèmes d'artillerie intégrés en fonction du rôle concret de la mission. Le conducteur a une vue de caméra thermique à l'avant et une caméra de télévision CCD à l'arrière. Il est armé d'un fusil-mitrailleur de calibre 12,7 mm monté sur une tourelle téléopérée pour le combat de jour et de nuit et le feu en mouvement et statique. Il est possible d'intégrer une autre tourelle avec un canon de calibre 7,62 mm, un canon automatique de calibre 30 mm, d'un lance-grenades BGA-30 ou un canon de calibre 20 mm et canon coaxial de 7,62 mm.
L'équipement du véhicule de reconnaissance d'artillerie comprend : 1. Radiogoniomètre électronique d'artillerie (AEG) 2. Matériel de communication 3. Ordinateur FCS de la batterie d'artillerie

## Les opérateurs

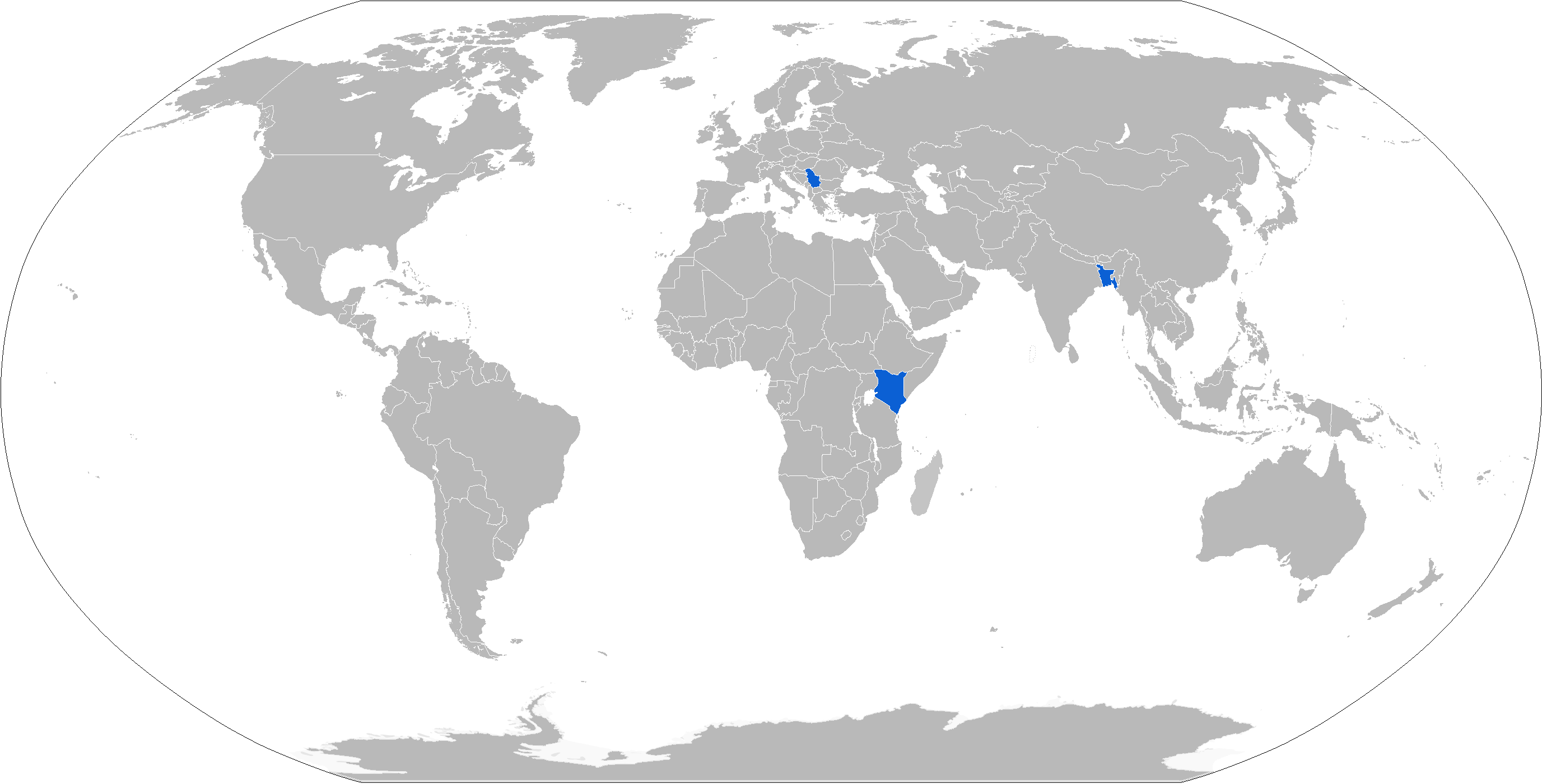
Carte avec les opérateurs du BOV M11 en bleu

### Opérateurs actuels
- Bangladesh - L'armée du Bangladesh exploite plus de 8 véhicules[3],[4].
- Kenya - Nombre non spécifié commandé[5].
- Serbie - Gendarmerie 12 en service[6],[7].